# Ivo Robić
Ivo Robić (Bjelovar, 29 de janeiro de 1926 – Zagreb, 9 de março de 2000) foi um cantor e compositor de música popular da Croácia.